# El hombre que logró ser invisible
El hombre que logró ser invisible este un film SF mexican din 1958 regizat de Alfredo B. Crevenna. În rolurile principale joacă actorii Arturo de Córdova, Ana Luisa Peluffo, Raúl Meraz.

## Prezentare
Un cercetător descoperă formula care-l face invizibil.

## Actori
- Arturo de Córdova este Carlos / Charles Hill
- Ana Luisa Peluffo este Beatriz Cifuentes / Beatrice Forsythe
- Raúl Meraz este Comandante Flores / Police Chief Charles Ford
- Augusto Benedico este Luis / Lewis hall
- Néstor de Barbosa este Jose Suarez / John Hayes
- Jorge Mondragón este Don Ramon Cifuentes / Mr. Forsyth
- Roberto G. Rivera este Mendez / Matthews
- José Muñoz este Night watchman